# 하라 가즈키
하라 가즈키(일본어: 原 一樹, 1985년 1월 5일 ~ )는 일본의 전 축구 선수이다.

## 구단 경력
그는 2007년부터 2019년까지 J리그의 시미즈 에스펄스, 우라와 레즈, 교토 상가 FC, 기라반츠 기타큐슈, 카마타마레 사누키, 로아소 구마모토에서 활동하였다.